# سيبسيرس
سيبسيرس (الاسم العلمي: Cypsiurus) ، هو جنس من الطيور  ينتمي إلى سمامة (فصيلة: Apodidae) .

## الانواع
- سمامة النخيل اسيوية ، Cypsiurus balasiensis
- سمامة النخيل ، Cypsiurus parvus